# Zinaida Greceanîi
Zinaida Greceanîi (n. 7 februarie 1956, satul Metalist, regiunea Tomsk, URSS) este o politiciană și economistă din Republica Moldova, care a ocupat, începând cu data de 8 iunie 2019 și până la 26 iulie 2021, funcția de președinte al Parlamentului Republicii Moldova. Totodată, ea este deputată din anul 2009, iar în perioada 31 martie 2008 - 14 septembrie 2009 a fost prim-ministrul Republicii Moldova.

## Biografie
Zinaida Greceanîi s-a născut la data de 7 februarie 1956, în satul Metalist din regiunea Tomsk (Federația Rusă). Părinții ei proveneau din satul Cotiujeni (raionul Briceni) și fuseseră deportați de către regimul comunist din Republica Moldova în lagărul din regiunea Tomsk (Siberia), din motive confesionale. Zinaida Greceanîi a absolvit Colegiul Financiar-Bancar din Chișinău și Universitatea de Stat din Chișinău, unde s-a specializat în domeniul economic și financiar. Pe parcursul studiilor nu s-a manifestat cu rezultate deosebite, absolvind universitatea în general cu nota trei după sistemul sovietic de cinci baluri.

### Cariera profesională
După absolvirea Colegiului, în perioada 1974-1991, a lucrat în cadrul Direcției financiare Briceni în funcția de contabil superior, inspector superior, inspector-revizor superior și apoi șeful secției bugetare. Din anul 1991 și până în anul 1994 a fost șef al secției bugetare - șef adjunct al Direcției economico-financiare Briceni, vicepreședinte-interimar al Comitetului Executiv al raionului Briceni, șef-interimar al Direcției raionale financiar-economice.
Din anul 1994, a lucrat în cadrul Ministerului Finanțelor în calitate de șef adjunct al Direcției generale pentru elaborarea și analiza bugetului și șef al secției bugetelor locale a Departamentului bugetului (1994-1996), apoi în funcția de șef al Direcției generale pentru elaborarea și sinteza bugetului și director al Departamentului bugetului (1996-2000).

### Activitatea politică

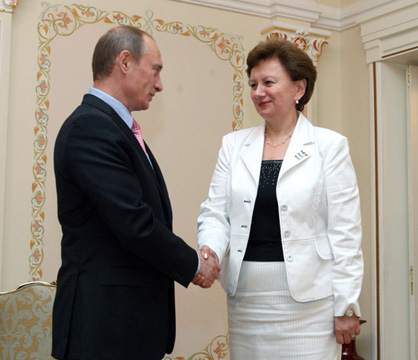
Vladimir Putin și Zinaida Greceanîi în 2008

Zinaida Greceanîi  a fost membru ULCT și PCUS.
Zinaida Greceanîi a fost membră a fracțiunii Partidului Comuniștilor din Republica Moldova în Parlamentul Republicii Moldova. În anul 2000, a fost numită în funcția de viceministru al finanțelor, iar apoi în anul 2001 devine prim-viceministru al finanțelor.
La data de 8 februarie 2002, prin Decret al Președintelui Republicii Moldova, Vladimir Voronin, este numită în funcția de ministru-interimar al finanțelor, iar la 26 februarie 2002 devine ministru al finanțelor.
În baza votului de încredere acordat de Parlament, prin Decret al Președintelui Republicii Moldova, la data de 19 aprilie 2005, Zinaida Greceanîi este numită în funcția de ministru al finanțelor în al doilea guvern format de către Vasile Tarlev.
A candidat în calitate de reprezentantă a Partidului Comuniștilor din Republica Moldova, pentru funcția de Primar General al municipiului Chișinău la alegerile municipale anticipate din 10 iulie și 24 iulie 2005, dar ambele alegeri nu au fost validate din cauza prezenței scăzute la vot (în jurul a 19%). La alegerile din 10 iulie 2005, Zinaida Greceanîi a fost susținută de 78.018 alegători dintr-un total de aproximativ 618.000 cetățeni cu drept de vot , reprezentând 50,15% din voturi. La alegerile din 24 iulie 2005, 87,7% (96.000) din cei prezenți la urne au votat pentru Zinaida Greceanîi, candidatul Partidului Comuniștilor, în condițiile boicotării alegerilor de către multe forțe politice. 
Printr-un decret al Președintelui Republicii Moldova, Vladimir Voronin, la data de 10 octombrie 2005 Zinaida Greceanîi este eliberată din funcția de ministru al finanțelor și numită în funcția de Prim-viceprim-ministru al Republicii Moldova. În această calitate, ea a purtat ultimele negocieri cu Gazprom.
După demisia guvernului condus de Vasile Tarlev, Președintele Republicii Moldova, Vladimir Voronin, a semnat la data de 21 martie 2008 un decret privind desemnarea doamnei Zinaida Greceanîi în calitate de candidat pentru funcția de Prim-ministru, a autorizat-o să întocmească programul de activitate și lista Guvernului și să le prezinte Parlamentului spre examinare și a adus la cunoștința deputaților, în cadrul ședinței plenare a Parlamentului, avansarea candidaturii Zinaidei Greceanîi la postul de Prim-ministru.
La data de 31 martie 2008, noul guvern primește votul de încredere acordat de Parlament prin voturile celor 56 de deputați comuniști (din 101 parlamentari). De asemenea a fost aprobat și programul de guvernare. Membrii guvernului au depus jurământul de credință în prezența președintelui Vladimir Voronin. În timpul protestele de la Chișinău de la 7 aprilie 2009 ea s-a remarcat cu următoarea declarație: „Organizatorii celei mai mari crime din Republica Moldova planifică pentru mâine și duminică să folosească din nou copiii pentru a devasta și alte clădiri ale statului. Dacă acest lucru va fi admis de noi toți, jertfele umane va fi greu de evitat. Poliția va folosi toate mijloacele pentru apărarea constituționalității Republicii Moldova, inclusiv armele”.
Guvernul condus de Zinaida Greceanîi și-a dat demisia la 4 mai 2009, dar la 3 iunie 2009 ea a fost din nou nominalizată pentru postul de prim-ministru. Noul guvern condus de Zinada Greceanîi a fost votat de Parlament la 10 iunie 2009, cu 59 voturi ale deputaților comuniști. Cabinetul de miniștri sub conducerea ei a activat până la finele lunii septembrie 2009.
Pe 4 noiembrie 2011, Zinaida Greceanîi împreună cu Igor Dodon și Veronica Abramciuc au părăsit fracțiunea PCRM din parlament, formând «Fracțiunea deputaților neafiliați». Ulterior ei au aderat la Partidul Socialiștilor din Republica Moldova (PSRM).
Pentru alegerile parlamentare din noiembrie 2014 din Republica Moldova Zinaida Greceanîi a fost prima pe lista Partidului Socialiștilor și în urma constituirii fracțiunilor parlamentare a fost aleasă președinte al fracțiunii PSRM în Parlamentul Republicii Moldova.
La alegerile locale din Chișinău din 14 iunie 2015, Zinaida Greceanîi a figurat pe poziția a doua în buletinul de vot. În primul tur de scrutin ea a acumulat 35,68%, clasându-se pe locul doi, în urma lui Dorin Chirtoacă (din partea Liberalilor) cu 37,52%. Pe 28 iunie, în turul doi, Zinaida Greceanîi a obținut doar 46,46% din voturi, pierzând astfel alegerile.
La 18 decembrie 2016, Zinaida Greceanîi a fost aleasă președinte al PSRM la Congresul al 14-lea al partidului, declanșat dupa ce Igor Dodon a câștigat alegerile prezidențiale și a demisionat din partid. 
După alegerile parlamentare din 2019 și formalizarea coaliției PSRM-ACUM, Zinaida Greceanîi a fost aleasă la 8 iunie 2019 în funcția de Președinte al Parlamentului Republicii Moldova, devenind astfel primul om în stat, ținând cont de faptul că Republica Moldova este republică parlamentară. Greceanîi a rămas în funcție indiferent de coalițiile făcute de-a lungul legislaturii a X-a, cu blocul ACUM (iunie–noiembrie 2019), cu democrații (noiembrie 2019–noiembrie 2020) și cu Partidul Șor (noiembrie 2020–iulie 2021). A pierdut funcția la momentul alegerilor parlamentare anticipate din 2021.
Igor Dodon a succedat-o pe Zinaida Greceanîi la funcția de președinte al PSRM, începând din decembrie 2020.
După alegerile parlamentare anticipate din 2021, Zinaida Greceanîi a fost aleasă deputată din partea Blocului electoral al Comuniștilor și Socialiștilor, respectiv Partidul Socialiștilor din Republica Moldova. A fost aleasă în calitate de președinte al fracțiunii parlamentare „Blocul electoral al Comuniștilor și Socialiștilor”.

### Viața personală
Zinaida Greceanîi cunoaște limbile rusă și română. Este căsătorită cu Alexei Greceanîi și este mamă a doi copii (dintre care un fiu pe nume Eugeniu).

## Distincții și decorații
Toate distincțiile Zinaidei Greceanîi au fost acordate în timpul când partidul la care era afiliată era la putere.
- “Ordinul de Onoare” – 25 martie 2003[19]
- “Ordinul Republicii” – 7 februarie 2006[20]